# Eugnamptus divisus
Eugnamptus divisus is een keversoort uit de familie Rhynchitidae. De wetenschappelijke naam van de soort is voor het eerst geldig gepubliceerd in 1889 door David Sharp.